# Velký Osek (stacja kolejowa)
Velký Osek – stacja kolejowa w miejscowości Velký Osek, w kraju środkowoczeskim, w Czechach. Jest ważnym węzłem kolejowym o znaczeniu regionalnym. Znajduje się na wysokości 195 m n.p.m.
Jest zarządzana przez Správę železnic. Na stacji znajdują się kasy biletowe, na których istnieje możliwość zakupu biletów na wszystkie pociągi w tym międzynarodowe oraz rezerwacji miejsc.

## Linie kolejowe
- 020 Velký Osek - Hradec Králové - Choceň
- 231 Praha - Lysá nad Labem - Kolín